# Coubjours
Coubjours (Okzitanisch Cojors) ist eine französische Gemeinde mit 108 Einwohnern (Stand 1. Januar 2022) im Département Dordogne in der Region Nouvelle-Aquitaine (vor 2016 Aquitaine). Sie gehört zum Arrondissement Sarlat-la-Canéda und zum Kanton Le Haut-Périgord noir. Die Bewohner werden Coubjourois und Coubjouroises genannt.

## Geographie
Coubjours liegt 30 Kilometer ostnordöstlich von Périgueux an der Auvézère. Umgeben wird Coubjours von den Nachbargemeinden Segonzac im Norden, Saint-Robert im Osten, Louignac im Süden, Badefols-d’Ans im Südwesten sowie Teillots im Westen und Nordwesten.

## Bevölkerungsentwicklung
| Jahr                       | 1962 | 1968 | 1975 | 1982 | 1990 | 1999 | 2006 | 2013 | 2019 |
| Einwohner                  | 264  | 236  | 205  | 183  | 175  | 153  | 149  | 149  | 118  |
| Quellen: Cassini und INSEE |      |      |      |      |      |      |      |      |      |

## Sehenswürdigkeiten

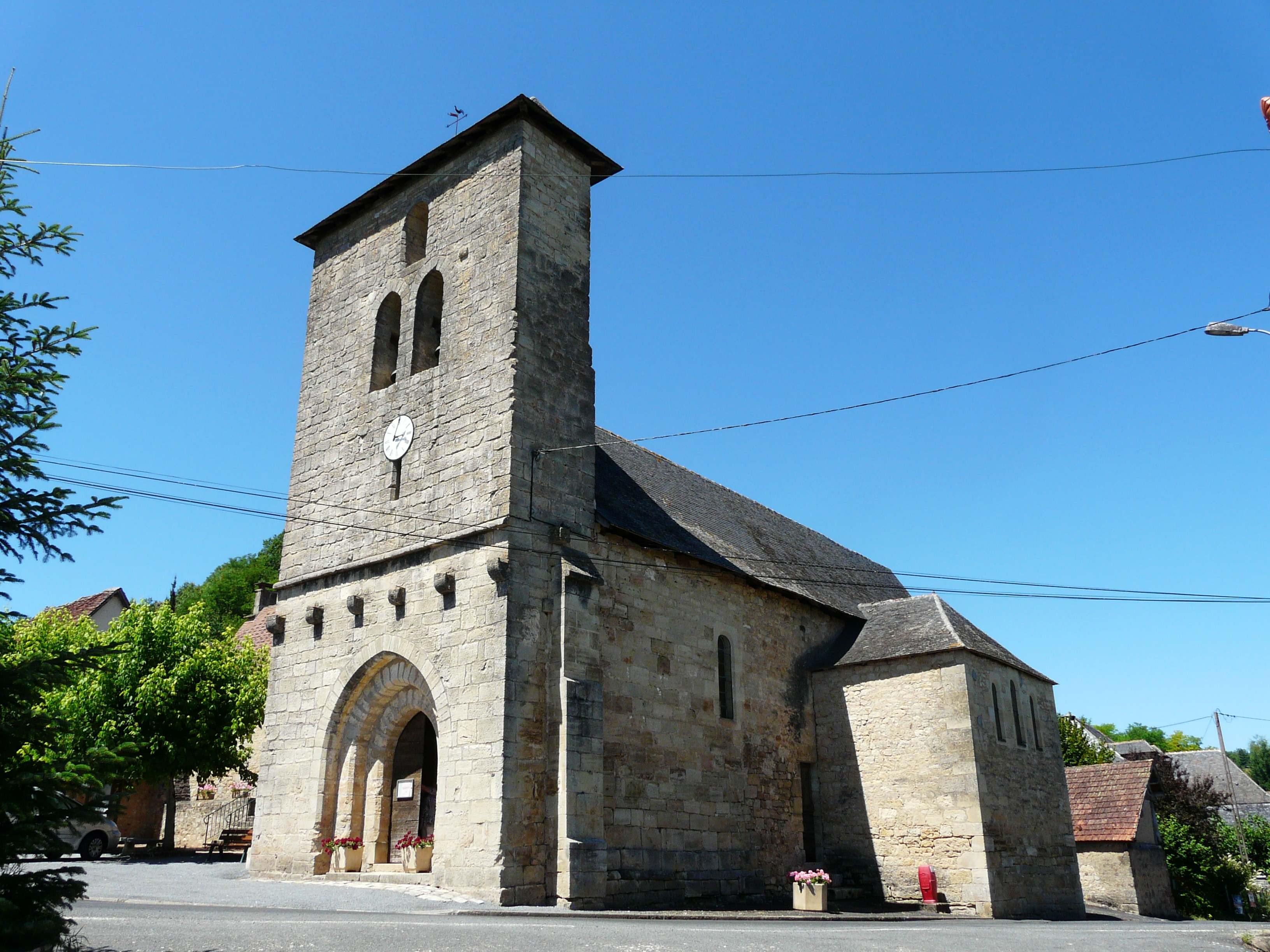
Kirche Saint-Antoine

- Kirche Saint-Antoine aus dem 12. Jahrhundert, seit 1974 als Monument historique eingeschrieben